# Hydropunctaria rheitrophila
Hydropunctaria rheitrophila är en svampart som först beskrevs av Georg Hermann Zschacke, och fick sitt nu gällande namn av Keller, Gueidan & Thüs. Hydropunctaria rheitrophila ingår i släktet Hydropunctaria och familjen Verrucariaceae.   Inga underarter finns listade i Catalogue of Life.